# MOBO Awards 1997
Die MOBO Awards 1997 waren die zweite Preisverleihung des britischen Musikpreises MOBO Award. Sie fand am 10. November 1997 statt in den London’s Connaught Rooms. 1997 war die Musikrichtung Jungle sehr angesagt, so dass diese Kategorie eingeführt wurde. Im Fernsehen ausgestrahlt wurde die Verleihung am 13. November 1997.

## Preisträger
- Best Dance Act: The Prodigy
- Best R&B Act: Shola Ama
- Best Hip Hop: Funky DL
- Best International Hip Hop: Coolio
- Best Reggae Act: Finley Quaye
- Best Jungle Act: Roni Size and Reprazent
- Best Single: Eternal feat, BeBe Winans – I Wanna Be the Only One
- Best Video: Will Smith – Men in Black
- Best International Act: Blackstreet
- Best Album: Jamiroquai – Travelling Without Moving
- Best Newcomer: Shola Ama
- Best Unsigned Act: Fola Sade
- Best International Reggae Act: Beenie Man
- Best Producer: Sean Puffy Combs
- Best Radio DJ: David Rodigan
- Best Club DJ: Metalheadz
- Best Jazz Act: Sunship
- Best Gospel Act: Beehive
- Best International Single: Rosie Gaines – Closer Than Close
- Outstanding Achievement: Mick Hucknall
- Lifetime Achievement: Bootsy Collins